# Cachorro (arquitetura)

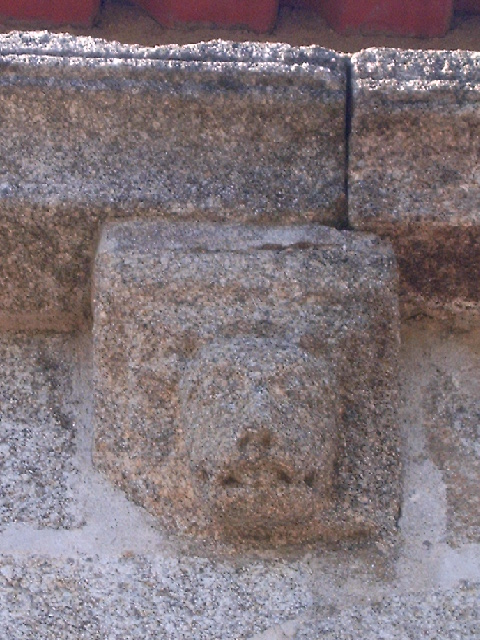
Cachorro no exterior da Domus Municipalis, de Bragança

Em arquitectura, designa-se como cachorro, mísula ou modilhão a um elemento exposto que suporta os beirais de um telhado ou qualquer outro corpo saliente de um edifício (arcos, arquitraves e cornijas), ao mesmo tempo que pode ter carácter decorativo, como acontece na Domus Municipalis de Bragança.
São peças contrafixas feitas de madeira ou de pedra, geralmente com curvatura ascendente. Nos templos budistas japoneses, os cachorros, compostos por diversas peças decoradas são dispostos de forma complexa, decorando os sofitos das varandas.
Uma fileira ou conjunto de cachorros designa-se por cachorrada.